# Румен Стоянов (полицай)
Румен Стефанов Стоянов е български полицай, генерал-майор от МВР, главен комисар (от 2006).

## Биография
Роден е на 10 септември 1957 г. в София. Завършва Академията на МВР през 1983 г. Служи в няколко полицейски управления в София, а след това е началник на РДВР-Габрово. Известно време е заместник-директор на СДВР. От 24 октомври 2000 г. е директор на СДВР. На 25 юни 2002 г. е удостоен със звание генерал-майор от МВР.. Пенсионира се през май 2008 г. на този пост

## Звания
- Генерал-майор от МВР (25 юни 2002)
- Главен комисар (май 2006), преименуван